# Esnans
Esnans település Franciaországban, Doubs megyében. Lakosainak száma 65 fő (2022. január 1.). Esnans Baume-les-Dames, Ougney-Douvot, Silley-Bléfond és Bretigney-Notre-Dame községekkel határos.

## Népesség
A település népességének változása:
| Lakosok száma | 31   | 40   | 39   | 45   | 55   | 64   | 68   | 65   | 64   | 65   |
|               | 1968 | 1982 | 1990 | 2006 | 2013 | 2015 | 2017 | 2019 | 2020 | 2022 |